# 赫列姆
赫列姆（英:Hrym）。是北歐神話中的一名霜巨人。他在「諸神的黃昏」（Ragnarok）到來時，是霜巨人的領導及納吉爾法（Naglfar）船的掌舵者。滿載霜巨人的船由約頓海姆（Jothuheim）出發，在火巨人和芬爾（Fenrir）之後抵達的最後戰場維格利德（Vigrid）。